# متعلجماوات
المتعلجماوات (الاسم العلمي: Batrachoidinae) هي أسرة من الأسماك تتبع فصيلة المتعلجمات من رتبة المتعلجميات.

## أجناس المتعلجماوات
- المتعلجمة